# Festa Major de Sant Antoni
La Festa Major de Sant Antoni se celebra al voltant de la diada de sant Antoni Abat, que és el 17 de gener, al barri de Sant Antoni, al districte de l'Eixample de Barcelona. Aquesta festa major inaugura el calendari de celebracions de la ciutat. A més dels tradicionals elements d'una festa major barcelonina –despertada, cercavila de gegants, correfoc–, també manté elements distintius que la lliguen amb la celebració de Sant Antoni a tot el país. En són bones mostres la cavalcada dels Tres Tombs o la rifa del porquet, que es va recuperar ara fa pocs anys.

## Motiu
Sant Antoni Abat és un sant molt arrelat en els territoris de parla catalana, com ho palesa la munió de celebracions que es fan arreu en honor seu. En el cas del barri de Sant Antoni, el nom deriva de l'antiga església que hi havia al barri del Raval, on actualment hi ha el carrer de Sant Antoni Abat. Era situada a tocar de la muralla medieval i de la gran porta d'accés que hi havia al costat. Això va fer que el portal també fos conegut amb el nom de Sant Antoni i, per extensió, tot el terreny adjacent d'extramurs on posteriorment es construí el barri.

## Seguici popular
El seguici popular de Sant Antoni és integrat pels gegants del barri –en Tonet i la Rita–, els quatre gegants de motxilla del mercat –en Sisquet, la Rosa, en Mingu i l'Amador–, els capgrossos de l'Associació de Veïns i la família gegantera de les Colònies Jordi Turull –en Cisco, la Pineta, en Tano i l'Estiveta. També hi participa la Porca, els Castellers del Poble-sec, els Trabucs de Sant Antoni i la Colla de Xamfrà.

## Actes destacats
- Rifa del porc. Fa pocs anys que els comerciants del barri han recuperat la vella tradició de fer un sorteig per Sant Antoni. A principi del segle xix era comú de rifar un porc de cria per a engreixar-lo durant l'any. La relació de Sant Antoni Abat amb els porcs prové de la iconografia: com que és el patró dels animals, hom el representa sovint acompanyat d'un porcell. Però avui el premi ha estat substituït per un lot de productes de carn.[1]
- Tres Tombs. Com en moltes altres poblacions de Catalunya, per Sant Antoni es fa la cavalcada dels Tres Tombs. En aquest cas té vocació de ciutat i, en lloc de fer voltes en un circuit, es fa una desfilada des dels carrers més cèntrics del barri fins a la plaça de Sant Jaume. Hi participen genets, amazones i tota mena de carruatges de titularitat municipal.[1]
- Matí de festa major. Els grallers i els trabucaires del barri desperten els veïns ben d'hora per anunciar que el dia gran de la festa major ja ha arribat. A mig matí els grups de cultura popular de Sant Antoni, amb les figures corresponents, es concentren per sortir en cercavila a migdia. Hi participen gegants, bestiari, diables, trabucaires i grups d'animació musical.[1]
- Correfoc. El darrer dia de festa major els Diables de Sant Antoni organitzen un correfoc que passa pels carrers més cèntrics del barri. A més dels diables, també hi participa la Porca, la bèstia foguera que representa l'animal que sempre acompanyava Sant Antoni.[1]